# André Marceau
André Marceau (n. Cérons, Aquitania, Francia, 6 de mayo de 1946) es un obispo católico francés. Ordenado sacerdote en 1972 para la arquidiócesis de Burdeos.
Tras varios años ejerciendo su ministerio pastoral fue nombrado en enero de 2004 como obispo de Perpiñán-Elna. 
Actualmente, es desde el 11 de mayo de 2014 el nuevo Obispo de Niza.

## Primeros años

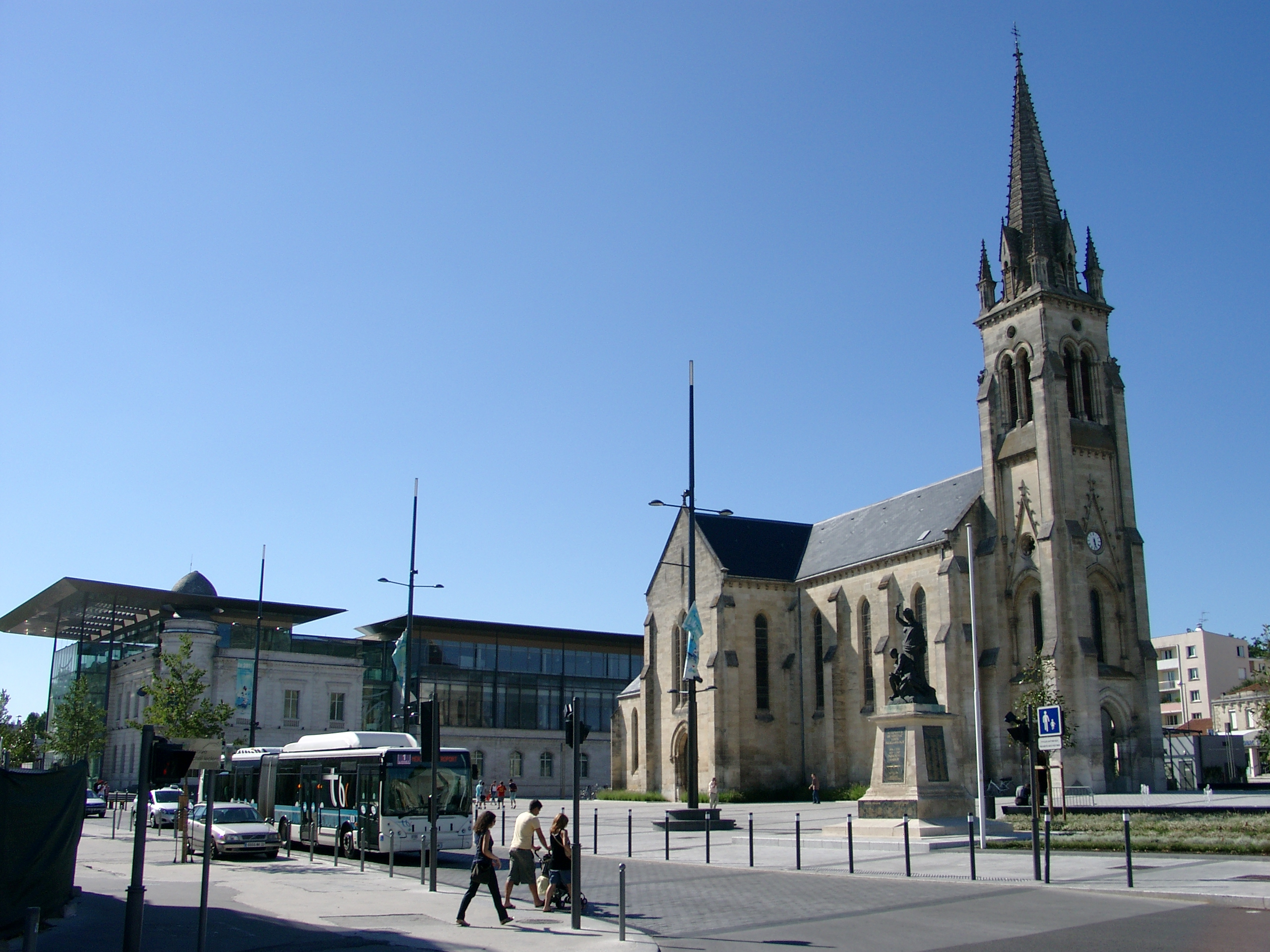
Iglesia en la que fue ordenado y ejerció de vicario.

Nacido en la localidad francesa de Cérons en la Región de Aquitania, el día 6 de mayo de 1946.
Al descubrir su vocación religiosa, en 1964 entró en el Seminario Mayor de Burdeos.
Luego desde 1966 hasta 1968, estuvo haciendo su servicio militar en el Ejército Francés como cooperante en Costa de Marfil.
A su regreso se graduó por el Instituto Católico de París.
Y al finalizar sus estudios fue ordenado sacerdote para la arquidiócesis de Burdeos el 25 de marzo de 1972, en la Parroquia San Vicente de Mérignac (Gironda) y por el entonces arzobispo metropolitano monseñor Marius Maziers.
Fue en la misma parroquia en la que se ordenó, donde inició su ministerio pastoral como vicario parroquial durante 8 años.
En 1982 pasó a ser responsable del servicio catequético de la arquidiócesis y 10 años más tarde pasó a ser vicario episcopal.
Al mismo tiempo desde el 2000 fue párroco en Bazas y desde 2003 lo fue en La Réole, además de vicario general arquidiocesano.
Después se le sumó la función de responsable del Catecúmeno y de delegado episcopal para la Capellanía de la educación pública.

## Obispo

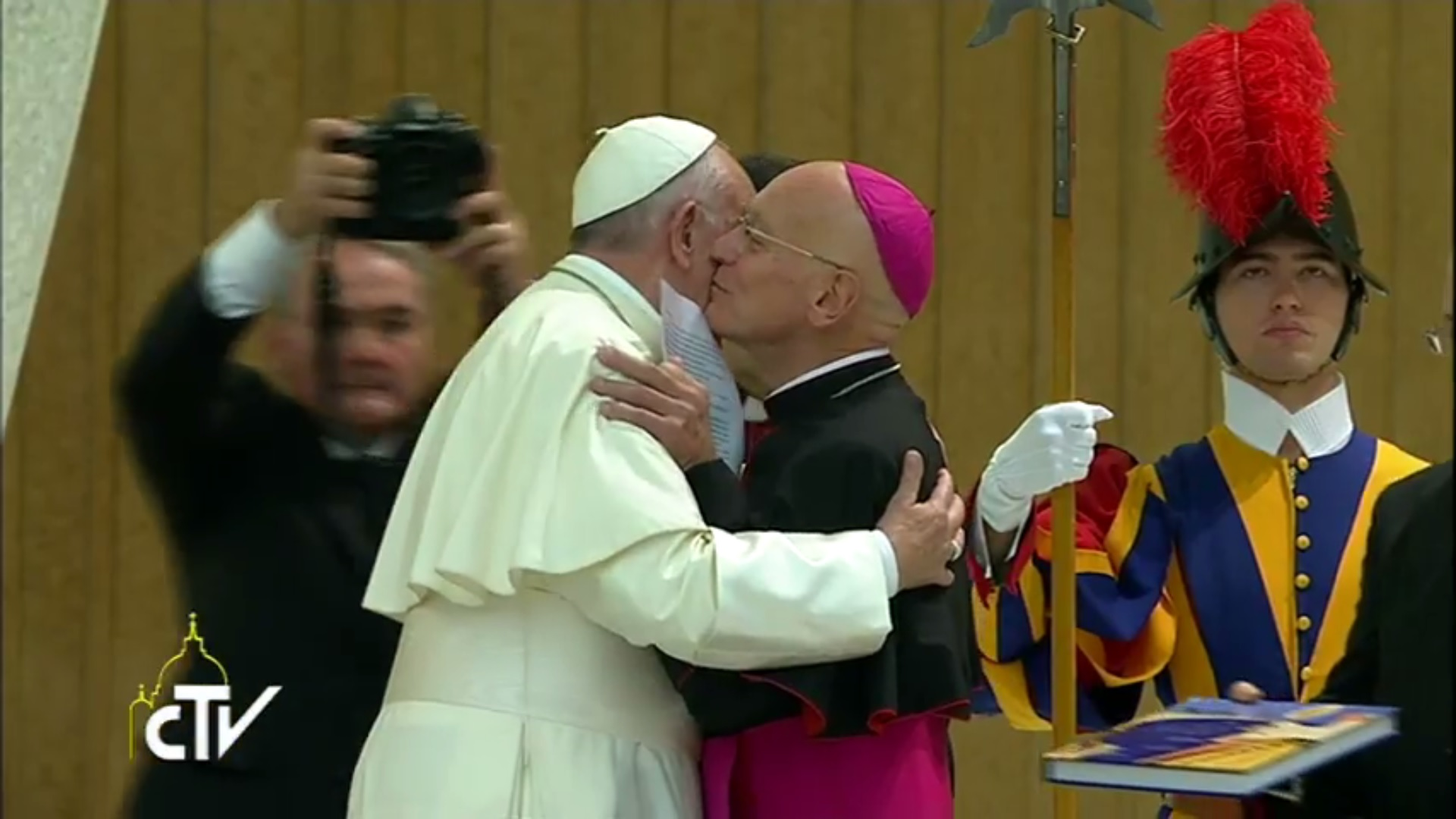
Con el papa Francisco en septiembre de 2016.

Ya el 13 de enero de 2004 Su Santidad el Papa Juan Pablo II le nombró como obispo de la diócesis de Perpiñán-Elna.
Recibió la consagración episcopal el 7 de marzo del mismo año, a manos del arzobispo de Burdeos monseñor Jean-Pierre Ricard actuando con consagrante principal y como co-consagrantes tuvo al Arzobispo de Montpellier "monseñor" Guy Thomazeau y al entonces Obispo de Orleans "monseñor" André Fort.
Además de elegir su escudo, se puso como lema la frase: "Serviteur et témoin" (en francés)- "Ministro y testigo" (en castellano).
Dentro de la Conferencia de los Obispos de Francia es miembro del Consejo Episcopal para las relaciones interreligiosas y nuevos movimientos religiosos.
El 6 de marzo de 2014 fue nombrado como nuevo obispo de la diócesis de Niza.
Tomó posesión oficial de este cargo el día 11 de mayo en la Catedral de San Nicolás.
Cabe destacar que el 18 de abril de 2014, fue condecorado con el título de Caballero de la Legión de Honor.

## Condecoración
| Distinción                      | Período             | Lugar              |
| ------------------------------- | ------------------- | ------------------ |
| Caballero de la Legión de Honor | 18 de abril de 2014 | República Francesa |